# قرار مجلس الأمن التابع للأمم المتحدة رقم 579
قرار مجلس الأمن التابع للأمم المتحدة رقم 579، الذي تم تبنيه بالإجماع في 18 كانون الأول / ديسمبر 1985، في اجتماع دعت إليه الولايات المتحدة، عبر المجلس عن قلقه العميق إزاء انتشار حوادث أخذ الرهائن التي لها عواقب وخيمة على المجتمع الدولي والعلاقات بين الدول.
واستذكر المجلس مختلف قرارات الجمعية العامة وغيرها من القرارات التي تدين جميع حوادث أخذ الرهائن والخطف ويدعو إلى الإفراج الفوري الآمن عن الرهائن أينما كانوا. وأكد أيضا مسؤولية الدول الأعضاء التي يحتجز الرهائن في أراضيها عن اتخاذ جميع التدابير المناسبة لتأمين الإفراج الآمن عن الرهائن.
كما طالب القرار الدول الأعضاء غير الأطراف في الاتفاقية الدولية لمناهضة أخذ الرهائن بأن تصبح أطرافاً فيها وغيرها من المعاهدات. وأخيراً، حث المجلس على مزيد من التعاون في استنباط واعتماد تدابير فعالة وفقا للقانون الدولي لتيسير مقاضاة ومنع ومعاقبة جميع أعمال أخذ الرهائن باعتبارها «من مظاهر الإرهاب الدولي».